# Georgina Theodora Wood
Georgina Theodora Wood (sinh ngày 8 tháng 6 năm 1947) là một thẩm phán Ghana và cũng là cựu sĩ quan cảnh sát của nước này. Bà là Chánh án Ghana và là người phụ nữ đầu tiên chiếm vị trí đó. Cô đã nghỉ hưu vào năm 2017 sau năm thập kỷ phục vụ cho nhà nước. Cô là thành viên của Hội đồng Nhà nước.

## Tuổi thơ và giáo dục
Georgina Wood (nhũ danh Lutterodt) sinh ngày 8 tháng 6 năm 1947 tại Ghana. Cô đã được giáo dục cơ bản tại Trường nữ và Giám đốc Phương pháp của Đức cha, Dodowa. Tiếp theo cô theo học trường nữ sinh Mmofraturo, Kumasi trong khoảng thời gian từ 1958 đến 1960. Giáo dục trung học của Wood là tại Trường trung học nữ Wesley, Cape Coast, mà cô đã hoàn thành vào năm 1966. Cô đã tiếp tục đến Đại học Ghana, Legon, nơi cô đã được trao bằng LL. B. vào năm 1970. Wood sau đó theo học trường Luật Ghana sau đó cô được chuyển sang làm ngành tư pháp. Cô cũng đã tham gia một khóa đào tạo sĩ quan sau đại học tại trường đại học cảnh sát Ghana.

## Nghề nghiệp
Wood đã làm việc với Sở cảnh sát Ghana với tư cách là phó tổng giám đốc và công tố viên trong ba năm. Sau đó, cô gia nhập Dịch vụ Tư pháp với tư cách là Thẩm phán quận năm 1974. Cô tăng thông qua các mạch và Toà án cao để trở thành chủ toạ phiên toà của cấp phúc thẩm Tòa án vào năm 1991. Cô được Tổng thống John Kufuor bổ nhiệm vào Tòa án Tối cao vào ngày 12 tháng 11 năm 2002, một cuộc hẹn mà trước đó cô đã từ chối. Bà được đề cử vào vị trí Chánh án Ghana vào tháng 5 năm 2007  Vào ngày 1 tháng 6 năm 2007, Quốc hội Ghana đã phê chuẩn đề cử bà làm Chánh án mới của Ghana theo sự đồng thuận. Vào tháng 6 năm 2007, điều này khiến cô trở thành người phụ nữ đầu tiên trong lịch sử Ghana đứng đầu ngành Tư pháp và cũng khiến cô trở thành người phụ nữ được xếp hạng cao nhất trong lịch sử chính trị của Ghana; thứ hạng đó đã bị vượt qua khi bổ nhiệm Công lý Joyce Adeline Bamford-Addo làm Chủ tịch Quốc hội thứ năm của Cộng hòa thứ tư của Ghana vào tháng 1 năm 2009. Chánh án Wood đảm nhận văn phòng vào ngày 15 tháng 6 năm 2007. Khi còn đương chức, bà đã tuyên thệ nhậm chức bốn Tổng thống: Tổng thống John Evans Atta-Mills vào tháng 1 năm 2009, Phó Tổng thống John Dramani Mahama sau cái chết của Atta-Mills vào ngày 24 tháng 7 năm 2012, Tổng thống đắc cử John Dramani Mahama, người chiến thắng Cuộc tổng tuyển cử tháng 12 năm 2012 vào ngày 7 tháng 1 năm 2013, bà Nana Akuffo-Addo, người chiến thắng trong cuộc bầu cử tháng 12 năm 2016 vào ngày 7 tháng 1 năm 2017. Bà đã nghỉ hưu với tư cách là Chánh án vào tháng 6 năm 2017. Cô đã được Công lý Sophia Akuffo kế nhiệm